# Cylindrotoma simplex
Cylindrotoma simplex är en tvåvingeart som beskrevs av Alexander 1972. Cylindrotoma simplex ingår i släktet Cylindrotoma och familjen mellanharkrankar. Inga underarter finns listade i Catalogue of Life.